# Boris Polakow
Boris Iwanowicz Polakow, ros. Борис Иванович Поляков (ur. 10 maja 1938 w Rostowie nad Donem, ZSRR) – lekarz, członek radzieckiego korpusu kosmonautów.
W 1955 w rodzinnym Rostowie ukończył szkołę średnią, a później Państwowy Instytut Medycyny (1961). Przez kolejne dwa lata kontynuował naukę w Instytucie Radiologii Akademii Nauk Medycznych ZSRR.
Od 1963 do września 1966 był aspirantem przy Instytucie Biofizyki ANM ZSRR, gdzie specjalizował się w dziedzinie fizjologii kosmicznej.
Wiosną 1964 wziął udział w naborze lekarzy, kandydatów do lotu w kosmos na trzymiejscowym statku kosmicznym Woschod. 
Pomyślnie przeszedł badania w Naukowo-Badawczym Szpitalu Lotniczym (НИАГ) i otrzymał zezwolenie na udział w treningu specjalistycznym. Był kandydatem skierowanym przez Instytut Problemów Medyczno-Biologicznych (ИМБП). 26 maja 1964 komisja prowadząca nabór wybrała jego kandydaturę do dalszego szkolenia w charakterze lekarza w załodze statku Woschod. Wkrótce potem rozpoczął przygotowania razem z innymi kandydatami zakwalifikowanymi przez komisję. Jednak już 2 lipca 1964 Polakowa wykluczono z przygotowań, ponieważ lekarze nie zezwolili na dalsze szkolenie. Po tym niepowodzeniu, we wrześniu 1966, rozpoczął pracę w Instytucie Problemów Medyczno-Biologicznych Ministerstwa Zdrowia ZSRR. Stopień kandydata nauk medycznych otrzymał w lutym 1967. W styczniu 1981 obronił pracę poświęconą chorobie lokomocyjnej i otrzymał tytuł doktora nauk medycznych. W IPMB pracował na różnych stanowiskach, m. in był wiodącym pracownikiem naukowym jednego z laboratoriów Instytutu. Od października 1989 w Moskiewskim Instytucie Stomatologicznym kierował laboratorium adaptacji człowieka do stresu w ekstremalnych warunkach.
Dwa lata później w 1991 powierzono mu stanowisko dyrektora Naukowo-Badawczego i Szkolno-Produkcyjnego Centrum „Adaptacja”, które w 1995 zostało przekształcone w spółkę z ograniczoną odpowiedzialnością. Jest autorem trzech wynalazków i 60 prac naukowych.